# Чемпионат Европы по самбо 2006
Чемпионат Европы по самбо 2006 года прошёл 15-16 апреля в Белграде (Сербия).

## Медалисты

### Мужчины
| Весовая категория | Золото                      | Серебро                        | Бронза                                                  |
| ----------------- | --------------------------- | ------------------------------ | ------------------------------------------------------- |
| до 52 кг          | Ислам Гасымов · Азербайджан | Ушанги Кузанашвили · Грузия    | Айдос Юсупов · Россия Андрей Курлыпо · Беларусь         |
| до 57 кг          | Геннадий Ильин · Россия     | Эльчин Маилов · Азербайджан    | Автандил Цинцадзе · Грузия Андрей Узкий · Украина       |
| до 62 кг          | Илья Хлыбов · Россия        | Хаким Назаралиев · Азербайджан | Костадин Топалов · Болгария Дмитрий Базылев · Беларусь  |
| до 68 кг          | Стефан Шопов · Болгария     | Сергей Шибанов · Россия        | Давид Хачатрян · Армения Гела Саникидзе · Грузия        |
| до 74 кг          | Александр Шаров · Россия    | Ашот Даниелян · Армения        | Отар Ахалия · Грузия Константин Семёнов · Беларусь      |
| до 82 кг          | Алексей Харитонов · Россия  | Иван Васильчук · Украина       | Лука Палатини · Италия Магомед Абдулганилов · Беларусь  |
| до 90 кг          | Миндия Бодавели · Грузия    | Павел Шкапов · Россия          | Румен Димитров · Болгария Руслан Задворный · Украина    |
| до 100 кг         | Кирилл Воловик · Украина    | Константин Ратько · Россия     | Михаил Апостолов · Болгария Александр Логвин · Беларусь |
| свыше 100 кг      | Иван Илиев · Болгария       | Андрей Волков · Россия         | Казус Борисевичус · Литва Васиф Сафарбаев · Азербайджан |

### Женщины
| Весовая категория | Золото                       | Серебро                     | Бронза                                                        |
| ----------------- | ---------------------------- | --------------------------- | ------------------------------------------------------------- |
| до 48 кг          | Зинаида Борисова · Россия    | Тамара Карапетян · Украина  | Татьяна Пастернакевич · Беларусь Ирина Пауникова · Болгария   |
| до 52 кг          | Марина Жарская · Беларусь    | Татьяна Зенченко · Россия   | Вера Пинчук · Украина Ивана Рогич · Сербия и Черногория       |
| до 56 кг          | Ольга Лазорив · Украина      | Анджела Паим · Беларусь     | Наталья Юхарева · Россия Елица Ражева · Болгария              |
| до 60 кг          | Татьяна Чик · Украина        | Анна Репида · Молдова       | Екатерина Прокопенко · Беларусь Татьяна Папушина · Россия     |
| до 64 кг          | Юлия Кузина · Россия         | Ваня Иванова · Болгария     | Ирина Татару · Молдова Анастасия Лещикова · Беларусь          |
| до 68 кг          | Мария Янцева · Болгария      | Юлия Семёнова · Россия      | Татьяна Савенко · Украина Елена Бабич · Сербия и Черногория   |
| до 72 кг          | Светлана Галянт · Россия     | Петя Петкова · Болгария     | Наталья Смаль · Украина Невенка Купович · Сербия и Черногория |
| до 80 кг          | Мария Оряшкова · Болгария    | Оксана Обламская · Беларусь | Анна Субботина · Россия Валентина Бардачова · Украина         |
| свыше 80 кг       | Татьяна Андрющенко · Украина | Златка Будинова · Болгария  | Эльмира Викилова · Россия Елена Пацов · Сербия и Черногория   |

### Боевое самбо
Результаты соревнований по боевому самбо в источнике отсутствуют.